# Radio SRF 3
Radio SRF 3 ist ein Programm von Schweizer Radio und Fernsehen (SRF), einer Unternehmenseinheit der SRG SSR. Es ist mit mehr als einer Million Hörer das bedeutendste Pop/Rock-Radio der Deutschschweiz. Bis zum 16. Dezember 2012 hiess der Sender DRS 3. Der Programmauftrag wird formal privatrechtlich von einem Verein unter einer Konzession des Bundes (Service public) erbracht. Zur Sonderstellung, die einem öffentlich-rechtlichen Programmauftrag entspricht, siehe SRG SSR#Die Gesellschaft.

## Geschichte

DRS-3-Logo vor 2007

Logo bis Ende 2012

Logo bis 2020

DRS 3 entstand 1983 unter anderem als Reaktion auf die Zulassung privater Lokalradios in der Schweiz und den Bedarf nach einem Radiosender, der sich in seiner Musikauswahl vorwiegend an ein jüngeres Publikum richtete. Der damalige Radiodirektor Andreas Blum erklärte: «DRS 3 soll kein Radio Bumbum werden.» DRS 3 und die neuen Privatsender sorgten zusammen für rund 20 Prozent mehr Radionutzung pro Tag, vorwiegend durch die jungen Hörer, die endlich auch «ihre» Musik an Radios hören konnten. Hingegen gingen vor allem den ausländischen Popsendern Hörer verloren.
DRS 3 ging am 1. November 1983 um 0.01 Uhr auf Sendung. Die ersten Töne waren das Geschrei eines neugeborenen Kindes. Am Abend folgte die erste Liveübertragung mit einem Konzert von Polo Hofer aus dem Atlantis Basel. Bereits damals im Programm: die Schweizer Hitparade am Sonntagnachmittag, die Musiksendung Sounds!, die Musik-«Specials», die Hintergrundsendung Input oder das Spiel Bäsefrässer. DRS 3 startete im ersten Jahr mit 14 Prozent Marktanteil in der Deutschschweiz und erreichte 1986 einen ersten Hörer-Rekord mit 16 Prozent Marktanteil.
Der bekannteste Slogan von DRS 3 stammt vom Beginn der 1990er Jahre, als der Sender als «amtlich bewilligter Störsender» sein Publikum zurückzuerobern versuchte. Andere Slogans des Senders waren: «Radio hören macht Lärm», «Radio, das bewegt», «Radio zum Glück» oder «DRS 3 – Dein Live-Radio».
1985 ging die erste DRS-3-Radiosoap über den Äther: Enrico Bello mit Walo Lüönd als Stimme und Texten von Beat Schlatter. 1989 begann die sehr populäre Krimi-Hörspielserie Die haarsträubenden Fälle des Philip Maloney des Autors Roger Graf, von der bis Juni 2011 341 Folgen ausgestrahlt wurden. Neuere Sendungen waren das World Music Special (ab 1986 bis 2022), das CH-Special (ab 1986 bis 2016), die Gesprächssendung Focus (ab 1989) oder das Wochenhoroskop von Madame Etoile (ab 1991 bis 2016).
Ab Ende der 1980er Jahre begann der Marktanteil von DRS 3 zu sinken, was zu wiederholten Diskussionen über die Programmausrichtung und zu verschiedenen Programmreformen führte. 1999 erreichte der Marktanteil mit 8 Prozent einen Tiefpunkt. Die Programme waren bis dahin in Bern, Basel und Zürich produziert worden. 1999 wurde Zürich zum einzigen Standort; die stündlichen Nachrichten kamen bis Anfang Dezember 2021 jedoch weiterhin aus dem Studio Bern. Seit Dezember 2021 kommen die Nachrichten aus dem News- und Sportcenter in Zürich Leutschenbach, während SRF 3 aus dem Studio Zürich Brunnenhof und die Hintergrundsendung Info 3 aus dem Studio Bern gesendet wird.
1999 startete Schweizer Radio DRS mit DRS Virus einen neuen Jugendsender, während der damalige Programmleiter Andreas Schefer DRS 3 als «Generalistenprogramm für junge Erwachsene» positionierte. Das Musikprofil im Tagesprogramm wurde mehr auf «Durchhörbarkeit» und bekannte Musik ausgerichtet. Die Marktanteile begannen wieder zu steigen: 12 Prozent im Jahr 2000, 13 Prozent 2003, 15 Prozent 2008, 18 Prozent 2010 – mit rund 1,4 Millionen Hörern in der Deutschschweiz.
2003 wurde mit Info 3 erstmals eine neue tagesaktuelle Informationssendung ausgestrahlt, 2006 die Wirtschaftsberichterstattung verstärkt und die Rubrik DRS 3 Wirtschaft eingeführt. Seit 2007 ist SRF 3 der hauptsächliche Sportkanal unter den Radiosendern von SRF. Im Frühjahr 2022 wurde das Abendprogramm umgestaltet. Die Musiksendung Sounds! läuft seitdem um 20 Uhr, verbindet neu mehr Musik-Genres wie Indie, Electronica, Rock, Reggae, Global Beats oder Urban Music und ersetzt die bis dann gelaufenen Musik-Specials. Laut Konzept definiert sich der Sender seit der Umbenennung 2012 als «das führende New Media, Pop- und Rockradio der Schweiz» und richtet sich an ein Zielpublikum von 25 bis 45 Jahren.

## Programm
Das Programm von SRF 3 wird auf Schweizerdeutsch moderiert. Nachrichten und Verkehrsmeldungen werden in Schweizer Hochdeutsch oder Standarddeutsch vorgelesen.

### Sendungen
Den Tag über (werktags 5 Uhr bis 19 Uhr, Samstag und Sonntag bis 20 Uhr) hat SRF 3 den Charakter eines Begleitprogramms mit Nachrichten, Wetter, Verkehr, Comedy, Veranstaltungs- und Kulturtipps und Servicebeiträgen aus Themenbereichen wie Musik, Sport, Popkultur, IT/neue Medien, Familie oder Lifestyle.

#### SRF Nachrichten
Die SRF Nachrichten mit anschliessender Wetterprognose berichten zu jeder vollen Stunde über aktuelle Tagesthemen. Unter der Woche und am Samstagmorgen werden von 6.30 bis 8.30 Uhr und 16.30 bis 18.30 Uhr Kurznachrichten ausgestrahlt. Die Nachrichten werden von der 24 stündlich-arbeitenden SRF-Nachrichtenredaktion erstellt.

#### SRF Verkehrsinfo
Die SRF Verkehrsinformationen berichten zu jeder vollen und halben Stunde über die Situation auf den Schweizer Strassen. Zudem wird das Programm bei dringenden Verkehrsmeldungen (bspw. Falschfahrer) unterbrochen. In den Morgen- und Abendsendungen unter der Woche werden die Verkehrsmeldungen von Redaktoren der Verkehrszentrale Viasuisse verlesen. In der übrigen Zeit übernehmen das die Moderatoren. Zudem werden die Hörer regelmässig ermuntert, Staus und Verkehrsbehinderungen über die SRF-Verkehrshotline zu melden.

#### Montag bis Freitag
Am Abend unter der Woche läuft ab 19 Uhr die Schweizer Musiksendung SRF 3 punkt CH. Ab 20 Uhr läuft die Musiksendung Sounds! (montags ab 21 Uhr, vorher die Interviewsendung Focus). Das fünfzehnminütige Magazin Info 3 berichtet werktags um 12 und 17 Uhr in Hochdeutsch über das Wichtigste vom Tag aus Politik, Wirtschaft, Sport und Wissenschaft. Weitere fixe Rubrik unter der Woche ist die SRF 3 Wirtschaft um 7.40 Uhr, 11.45 Uhr und 17.40 Uhr.

##### Morgensendung
Zwischen 5 und 10 Uhr strahlt SRF 3 eine klassische Morgenshow mit Servicebeiträgen, aktuellen Themen und Comedy-Inhalten aus. Teil der Sendung ist das Radio-Spiel ABC SRF3, bei dem möglichst viele Begriffe mit einem bestimmten Anfangsbuchstaben in 45 Sekunden erraten werden müssen. Philippe Gerber und Sidekick Marco Thomann moderieren die Morgensendung drei Wochen pro Monat von Montag bis Donnerstag. Joana Mauch oder Dario Cantieni moderieren die Freitagsausgabe. Die restlichen Sendungen präsentiert Anic Lautenschlager.

##### Abendsendung
Das Programm zum Feierabend wird zwischen 15 und 19 Uhr ausgestrahlt. Die Moderatorinnen sind aktuell Jasmin Barbiero, Anic Lautenschlager, Mario Torriani. Die zweite Primetime-Sendung des Tages hebt sich im Vergleich zur Daytime wie der Morgen mit mehr Service- und Informationsbeiträgen ab.

#### Wochenende
Am Samstagmorgen moderiert Rahel Giger die Morgensendung von 6 bis 11 Uhr. Zwischen 9 und 11 wird die Sendung Giiget's? mit einem philosophischen Thema aus dem Alltag präsentiert.
Am Samstagnachmittag läuft von 11 bis 15 Uhr die Wochenrundshow, in der Quizrunden zum aktuellen Geschehen der Woche gespielt werden.
Jeden Sonntag moderiert Reeto von Gunten die Morgensendung von 7 bis 12 Uhr. Am Sonntagabend läuft auf SRF 3 die Hintergrundsendung Input. Zudem präsentiert der Sender wöchentlich am Sonntagnachmittag die offizielle Schweizer Hitparade und das Krimi-Hörspiel Die haarsträubenden Fälle des Philip Maloney am Sonntagvormittag zwischen 11 und 12 Uhr.

### Spezialsendungen
SRF 3 ist der wichtigste Livemusik-Sender der Schweiz, der zahlreiche Konzerte aufzeichnet und sendet. Zudem veranstaltet er eigene Showcases. Er überträgt live von den grossen Schweizer Sommerfestivals wie Gurtenfestival, OpenAir St. Gallen, Openair Frauenfeld oder Open Air Gampel.

### Schweizer Musik
SRF 3 fördert Schweizer Musiker, etwa mit der monatlichen Verleihung eines Preises für einen bisher unbekannten Künstler. Bis Anfang 2010 hiess die entsprechende Auszeichnung Swiss Top, seither SRF 3 Best Talent. Ausgesucht werden die monatlichen Kandidaten von einem Jury-Gremium der Fachredaktion Musik SRF. Sie werden jeweils in der Sendung SRF 3 punkt CH vorgestellt. Die Fachjury bestimmt die drei Finalisten, das Publikum bestimmt in einem Online-Voting den Jahressieger. Der Förderpreis wird im Rahmen der Swiss Music Awards verliehen.
Über die Webpage Mx3 wird Bands ausserdem die Möglichkeit eröffnet, vom Radio «entdeckt» und gesendet zu werden oder mit Fans in Kontakt zu treten. Seit deren Einführung am 15. September 2005 haben dort 16'700 Schweizer Bands und Künstler über 57'000 Lieder veröffentlicht (Stand: Juli 2011).

### Ehemalige Sendungen und Rubriken
- nachtwach mit Barbara Bürer, von 2007 bis 2018, einmal wöchentlich, Call-in-Sendung, die zugleich auf dem Fernsehsender SRF 1 ausgestrahlt wurde
- Madame Etoile Horskop mit Monica Kissling, von 1991 bis 2016, montags 9.40 Uhr, Astrologie-Rubrik[10]
- Uri, Schwyz und Untergang – Das Duell der Kantone, 2004 bis 2015, Samstagnachmittag, Spielshow, bei der zwei Gäste aus unterschiedlichen Kantonen sich in verschiedenen Spielrunden beweisen mussten.[11][12] Die Sendung wurde durch die Wochenrundshow ersetzt.
- Blues Special, bis 2013, Musik-Sendung, montags 21 bis 22 Uhr, wo Blues-Klassiker wiederentdeckt und aufstrebende sowie altbekannte Persönlichkeiten aus der Welt des Blues interviewt wurden.[13] Die Sendung wurde durch Pop Routes ersetzt.
- CH-Special, bis 2016, Musik-Sendung, samstags 20 bis 24 Uhr, mit News, Hintergründigem und Interviews aus der Schweizer Musikszene. Die Sendung wurde durch die werktägliche Sendung SRF 3 Punkt CH ersetzt.[14]
- Jeder Rappen zählt, Spendenaktion, von 2009 bis 2018, zusammen mit dem Schweizer Fernsehen und der Glückskette jeweils Ende Jahr durchgeführt. Dabei haben sich drei Radiomoderatoren für sechs Tage in ein Glashaus auf einen öffentlichen Platz zurückgezogen. Aus dieser «Glasbox» haben sie rund um die Uhr gesendet und haben Gäste aus Politik, Wirtschaft, Sport und Kultur begrüsst. Hörer und Passanten konnten währenddessen ihre Spenden für einen wohltätigen Zweck abgeben.
- Peter Schneiders Andere Presseschau, 1990 bis 2021, tägliche Satire-Rubrik mit Peter Schneider, der Schlagzeilen aus verschiedensten Zeitungen kommentierte[15]
- Pop Routes, 2013 bis 2022, montags, 21 Uhr, zeigte die Wurzeln der aktuellen Pop-Musik auf.
- Reggae Special, bis 2022, dienstags, 20 Uhr, widmete sich der Reggae-Musik.
- Rock Special, bis 2022, mittwochs, 20 Uhr, Musik-Sendung, die sich Rock, Metal, Punk, Garage und Alternative widmete.
- World Music Special, 1986 bis 2022, donnerstags, 20 Uhr, zwei Stunden Neuerscheinungen und Klassiker aus der Global Music-Szene
- Black Music Special, bis 2022, freitags, 20 Uhr, die Heimat von Rap, Rnb und Hip-Hop, alle Musik-Specials wurden durch die Musiksendung Sounds! ersetzt. Diese beginnt seit 2022 um 20 Uhr, dauert drei Stunden und greift verschiedenste Musik-Genres auf.[6]
- CH Beats, 2016 bis 2022, samstags, 22 Uhr, mit elektronischer Musik aus der Schweiz

## Moderation

### Aktuelle Moderatoren
| Moderator           | Sendung                        |
| ------------------- | ------------------------------ |
| Michel Birri        | Tagesprogramm                  |
| Céline Werdelis     | SRF 3 punkt CH & Tagesprogramm |
| Luca Bruno          | Sounds!                        |
| Lea Inderbitzin     | Sounds!                        |
| Hana Gadze          | SRF 3 punkt CH                 |
| Philippe Gerber     | Morgensendung                  |
| Rahel Giger         | Tagesprogramm & Samstagmorgen  |
| Tom Gisler          | Tom Gisler am Freitag          |
| Reeto von Gunten    | Sonntagmorgen                  |
| Anic Lautenschlager | Abendsendung & Morgensendung   |
| Mario Torriani      | Abendsendung                   |
| Andi Rohrer         | Sounds!                        |
| Judith Wernli       | Focus & Wochenrundshow         |
| Joel Grolimund      | Hitparade                      |
| Anna Zöllig         | Samstagabend & SRF 3 punkt CH  |
| Joana Mauch         | Wochenrundshow                 |
| Jenni Herren        | Tagesprogramm                  |
| Dario Cantieni      | Freitagmorgen & Wochenrundshow |
| Matthias Völlm      | Samstagnacht                   |
| Andreas Forster     | Sportmagazin                   |
| Jasmin Barbiero     | Tagesprogramm & Abendsendung   |
| Stephanie Brändle   | Hitparade                      |
| Luk von Bergen      | Tagesprogramm                  |
| Livio Chistell      | Wochenrundshow                 |
|                     |                                |

### Ehemalige Moderatoren
| - Florence Fischer - Lukie Wyniger - Stefan Möckli (DJ Pesa) - Rika Brune - Joël von Mutzenbecher - Julian Thorner - Reto Brennwald - Peter Walt - Adrian Küpfer - Nik Hartmann - Mona Vetsch - Stefan Büsser | - Ernst Buchmüller - Martin Eggenschwyler - Ruedi Kaspar - Paul Burkhalter - Karin Hilzinger - Gabriel Felder - Patrick Hässig - Tina Nägeli - Fabio Nay - Franziska von Grünigen - Mathias Schenk - Jean-Luc Wicki - Gabriel Felder | - Thomas Gloor - Jodok Kobelt - Elisabeth Zäch - Barbara Bürer - Geri Dillier - Hans-Ueli Aebersold - Aendu Baumann |  | - François Mürner - Monika Schärer - Ueli Schmezer - Patrick Hässig - Christina Lang | - Manu Wüst - Nik Thomi - Karin Müller - Rebecca Villiger | - Cathy Flaviano - Franziska Oliver - Markus Wicker | - Christoph Schwegler - Sven Epiney - Marietta Tomaschett | - Suzanne Zahnd - Sabine Renz - Peter Bühler - Dänu Boemle - Oliver Bono |

## Internetauftritt
Auf der Website des Radiosenders werden dem User vertiefende Artikel zu den Radio-Inhalten geboten. Das Programm kann online bis zu sechs Stunden zeitversetzt gehört werden. Ausserdem kann man über eine Webkamera einen Blick in das Sendestudio von Radio SRF 3 werfen und die zuletzt gespielten Musiktitel abrufen.

### Podcasts
Alle Musik-Specials, die SRF Nachrichten, die SRF 3 Wirtschaft, das Nachrichtenmagazin Info 3, die Hintergrundsendung Input und die Gesprächssendung Focus können als Podcast abonniert und heruntergeladen werden. Weiter stehen dem User verschiedenste Podcasts aus dem SRF-Universum zur Verfügung.

## Verbreitung
SRF 3 wird über ca. 115 DAB-Sender verbreitet und wird in Kabelnetze eingespeist. Des Weiteren ist der Sender über das Internet und über Satellit empfangbar.